# Brama japonica
Cá vền Nhật Bản (Danh pháp khoa học: Brama japonica) hay còn gọi là cá vền, cá chim răng to hay cá chim Thái Bình Dương là một loài cá biển trong họ cá vền biển Bramidae thuộc bộ cá vược phân bố ở vùng biển nhiệt đới và cận nhiệt đới Ấn Độ-Thái Bình Dương: biển Bering Nhật Bản, phía nam Peru. Ở Việt Nam, chủ yếu phân bố ở vùng biển xa bờ miền Trung và Đông Nam Bộ.

## Đặc điểm
Trọng lượng cá khoảng 2,7 kg. Thân cá cao và dẹt hai bên. Gai vây lưng: 0; 33-36 tia vây lưng mềm; 0 gai hậu môn; 27-30 tia vây hậu môn. Đường bên kéo dài toàn thân, vảy trên đường bên 48-55. Răng to, sắc. Thân màu trắng bạc. Cuống đuôi nhỏ, đầu rất to, phía trước lượn tròn, khởi điểm của vây lưng và vây bụng nằm ngang với gốc vây ngực hoặc chỉ ở phía sau một chút. Chiều dài dao động: 30 – 42 cm, lớn nhất 61 cm. Có tuổi thọ khoảng 9 năm

## Sinh thái
Môi trường sống như biển, đại dương, cận nhiệt đới: 9 °C - 21 °C thuộc vĩ độ 66°N, Độ sâu 0 – 620m. Chúng sống ở tầng nước sống độ sâu (m): 48m, khoảng nhiệt độ (°C): 8,705, các chỉ số hóa học của nước trong những ngưỡng Nitrate (umol/L): 13,007, Độ mặn (PPS): 32,561, Oxygen (ml/l): 5,506, Phosphate (umol/l): 1,398, Silicate (umol/l): 21,984. Chúng ăn động vật giáp xác (amphipods và euphausiids), cá nhỏ và mực ống. Chúng là loài đẻ trứng, di cư sinh sạn